# Maggio Musicale Fiorentino
O Maggio Musicale Fiorentino é um festival anual de ópera fundado em Abril de 1933 pelo maestro Vittorio Gui, que tinha por objectivo apresentar produções visualmente dramáticas de óperas contemporâneas ou mais antigas, mas pouco representadas. Foi inaugurado com Nabucco, de Verdi, uma das primeiras óperas do compositor, raramente encenada na época. Foi o primeiro festival musical de Itália, e é hoje o festival de ópera mais importante do país.
O Maggio Musicale tinha periodicidade trienal, mas o sucesso da primeira edição fez com que passasse a bienal logo a partir de 1937, com a apresentação de nove óperas. Depois de 1937, o festival passou a anual, excepto durante os anos da Segunda Guerra Mundial. As representações utilizavam os palcos do Teatro Comunale di Firenze, do Teatro Piccolo (que era usado, tal como o próprio nome sugere, para óperas menos ambiciosas) e do histórico Teatro della Pergola.
O actual director artístico é Paolo Arcà e, desde 1985, o maestro principal é Zubin Mehta.